# Филдинг, Аманда
Аманда Клэр Мэриан Филдинг (англ. Amanda Claire Marian Feilding; 30 января 1943 — 22 мая 2025, Бекли-Парк, Оксфордшир) — английский реформатор наркополитики, лоббист и координатор научных исследований.
По мужской линии происходит от графа Денби из рода Филдингов, к которому также принадлежит знаменитый романист XVIII века. В 1995 году вышла замуж за графа Уимса и Марча и стала именоваться Аманда Чартерис, графиня Уимс и Марч (Amanda Charteris, Countess of Wemyss and March).
С 1960-х годов отстаивала использование когнитивных эффектов каннабиса. Экспериментировала с трепанацией, просверлив отверстие в своем черепе в 1970 году, чтобы обнажить твердую мозговую оболочку, метод, используемый в некоторых культурах для лечения психических заболеваний, и, по мнению некоторых, обеспечивающий успокаивающий эффект или более высокое состояние сознания. Была сторонником использования ЛСД для достижения долгосрочных улучшений творческих способностей, за что получила прозвище «кислотная графиня» (англ. Acid countess).
В 1998 году основала Фонд содействия развитию сознания, позднее переименованный в Фонд Бекли для поддержки нейробиологических и клинических исследований воздействия психоактивных веществ на мозг и познавательные способности. Основной целью исследований Филдинг было изучение новых путей лечения таких психических заболеваний, как депрессия, тревожность и наркомания, а также изучение методов улучшения благополучия и креативности.
В 2022 году получила премию «Пионер науки» от Организации дня женского предпринимательства при ООН. Эта награда, также признанная Конгрессом США, присуждается женщинам-предпринимателям.
12 мая 2025 года Филдинг опубликовала сообщение в своём аккаунте в Instagram, в котором сообщила, что иммунотерапевтическое лечение рака печени, которое она проходила большую часть года, не дало результатов, и в результате она «переключила своё внимание на то, чтобы проводить больше драгоценного времени с семьёй и друзьями». Она умерла в Бекли-Парке вечером 22 мая 2025 года в возрасте 82 лет.